# Dusona lenticulata
Dusona lenticulata là một loài tò vò trong họ Ichneumonidae.